# Перетяткович, Георгий Иванович
Георгий Иванович Перетяткович (1840, Бессарабской область — 1908, Кишинёв) — русский историк и педагог; действительный статский советник.

## Биография
Родился 8 декабря 1840 года[по какому календарю?] в Малаештах в Оргеевском уезде Бессарабской области.
Начальное образование получил в Кишинёвской гимназии, где по его воспоминаниям, на него положительно повлиял учитель истории С. Хащинский.
В 1850-х годах учился на камеральном отделении одесского Ришельевского лицея, где его учителем был ученик Н. Г. Устрялова М. П. Смирнов. Затем учился на юридическом факультете Московского университета (1860—1864) и на педагогических курсах при университете, где влияние на него оказали историки профессора С. В. Ешевский и С. М. Соловьёв.
После окончания университета преподавал историю в 1-й московской гимназии.
После сдачи магистерских экзаменов в 1872 году находился в заграничной командировке — в Праге и Берлине. Вернувшись в Россию, в течение трёх лет занимался в московских архивах. Защитив в мае 1877 года магистерскую диссертацию «Поволжье в XV и XVI веках Очерки из истории колонизации края» в Московском университете, был избран приват-доцентом в Новороссийский университет.
С осени 1877 года преподавал в Одессе русскую историю. После защиты в Московском университете докторской диссертации «Поволжье в XVII и в начале XVIII в. Очерки из истории Низовья» в 1882 году был избран экстраординарным профессором Новороссийского университета; с 1886 года — ординарный профессор.
С 1 января 1894 года — действительный статский советник. До 1906 года[уточнить] (по выслуге 30 лет) получил звание заслуженного профессора университета.
Умер в Кишинёве, куда приехал к брату, 7 (20) августа 1908 года от болезни сердца.
Сестра — Саломея Ивановна Лозинская; брат — Фёдор Иванович Перетяткович, врачебный инспектор при Бессарабском губернском правлении, действительный статский советник.

## Научная работа
В основном исследования Перетятковича посвящены истории Поволжья XV—XVIII веков, экономическому развитию юго-восточной окраины Русского государства в XVII—XVIII веках. Им был собран обширный материал по истории народов Нижнего и Среднего Поволжья, по которому были написаны магистерская и докторская диссертации.

## Награды
- орден Св. Станислава 2-й степени (1884)
- орден Св. Анны 2-й степени (1888)
- орден Св. Владимира 3-й степени (1905)
- орден Св. Станислава 1-й степени (1908)